# Одехув (Мазовецьке воєводство)
Одехув (пол. Odechów) — село в Польщі, у гміні Скаришев Радомського повіту Мазовецького воєводства.
Населення — 497 осіб (2011).
У 1975-1998 роках село належало до Радомського воєводства.

## Демографія
Демографічна структура станом на 31 березня 2011 року:
|          | Загалом | Допрацездатний вік | Працездатний вік | Постпрацездатний вік |
| -------- | ------- | ------------------ | ---------------- | -------------------- |
| Чоловіки | 248     | 60                 | 167              | 21                   |
| Жінки    | 249     | 67                 | 133              | 49                   |
| Разом    | 497     | 127                | 300              | 70                   |